# 행인 (소설)
《행인》(일본어: 行人)은 나쓰메 소세키의 장편소설로, 아사히 신문에 1912년 12월 6일부터 1913년 11월 5일까지 연재되었다(다만 13년 4~9월은 소세키의 병세로 연재가 중단되었었다). 작가의 전작 《춘분 지나고까지》와 후작 《마음》을 묶어 소세키의 후기 에고 삼부작으로 칭해지기도 한다.

## 등장인물
- 나가노 지로(長野二郎)

작품의 화자.
- 나가노 이치로(長野一郎)

지로의 형.
- 나오(直)

이치로의 아내이자 지로의 형수.
- 오카다(岡田)

지로 어머니의 친척으로 오사카에 거주중인 회사원.
- 오카네(兼)

오카다의 아내.
- 미사와(三沢)

지로의 친구. 위장병으로 입원해 있었다.
- 오사다(貞)

지로네 집안의 하녀.
- 사노(佐野)

오사다의 결혼 상대.
- H

이치로의 친구.